# Volcà Homa
El volcà Homa és un volcà situat al Rift Valley, Kenya. Forma una àmplia península a la riba est del llac Victòria. Està situat a 20 quilòmetres al nord de Homa Bay. El cim s'eleva fins als 1751 msnm i es desconeix quan va tenir lloc la darrera erupció. La muntanya està formada per carbonatita que data del Miocè al Plistocè.